# Eschershausen (gemeindefreies Gebiet)
Das gemeindefreie Gebiet Eschershausen ist eines von sieben gemeindefreien Gebieten im Landkreis Holzminden, Niedersachsen. Der Name des Gebietes leitet sich von der angrenzenden Stadt Eschershausen ab. Das Gebiet liegt vollständig im Mittelgebirgszug Hils.
Es hat eine Fläche von 4,92 km² und grenzt im Uhrzeigersinn im Osten an das gemeindefreie Gebiet Grünenplan, im Süden an das gemeindefreie Gebiet Eimen und die Stadt Eschershausen und im Westen an die Gemeinde Holzen des gleichen Landkreises. Im Norden besteht ein kurzer Grenzabschnitt zur Gemeinde Duingen im Landkreis Hildesheim.
Das gemeindefreie Gebiet ist unbewohnt. Aus statistischen Gründen führt es jedoch den Amtlichen Gemeindeschlüssel 03 2 55 503.